# Spider-Punk
Spider-Punk (Hobart "Hobie" Brown) es un personaje ficticio que aparece en los cómics estadounidenses publicados por Marvel Comics. Él fue una versión alternativa del Merodeador y el Hombre Araña que se opone al presidente Norman Osborn, V.E.N.O.M. y los Herederos.
Hobie Brown / Spider-Punk hizo su debut cinematográfico en Spider-Man: Across the Spider-Verse (2023), con la voz de Daniel Kaluuya.

## Historial de publicación
Spider-Punk fue creado por Dan Slott y Olivier Coipel. Según Slott, el diseño original de Spider-Punk fue pensado para ser Spider-UK por Coipel, pero Slott desaprobó que Spider-UK describiera al personaje como "todo punk". Pero a Slott le gustó el diseño y la ayuda utilizó el personaje de Coipel.

## Biografía del personaje ficticio

### Spider-Verse
Durante la historia de "Spider-Verse", se revela que la versión Tierra-138 de Spider-Man es Hobart Brown, originalmente operando como Spider-Punk. Es un adolescente sin hogar que fue transformado por una araña que fue irradiada como parte del vertido de desechos tóxicos del presidente Norman Osborn. Se convierte en el Hombre Araña inspirado en el punk rock, apoyando por sus amigos, entre ellos su pareja, liderando a los oprimidos de Nueva York contra las tropas V.E.N.O.M. de Osborn. Spider-Punk logró matar a Osborn durante un motín al golpear al Presidente con su guitarra. Después de la muerte del presidente Osborn, Spider-Punk se desenmascaró a la multitud de espectadores como su salvador. Spider-Punk fue reclutado más tarde por Superior Spider-Man (La mente de Otto Octavius en el cuerpo de Peter Parker) para unirse a un ejército de Spider-Man.

### Spider-Geddon
Durante la historia de "Spider-Geddon", se muestra que Spider-Punk está luchando contra Thunderstrike mientras que los otros Red de Guerreros están desmantelando Loomworld. Spider-Punk (que comienza a llamarse a sí mismo Spider-Man) derriba a Thunderstrike. Cuando Spider-Punk le dice a Eric Masters que le lleve un mensaje a Red Skull acerca de tomar el Bowery, Kang el Conglomerador, lo reduce a un esqueleto y afirma que en el futuro tendrá los derechos de su nombre para su compañía KangCo. Cuando Spider-Punk va al ataque, Kang convoca a algunas muñecas Spider-Punk para que lo ayuden. Después de luchar contra ellos, Spider-Punk se aleja de ellos y le pide una cinta al Capitán Anarchy, quien está ocupado luchando contra la Ola de Aniquilación cuando emergieron en Harlem desde la Zona Negativa. Cuando los muñecos de Spider-Punk se ponen al día, se pelean con la Ola de Aniquilación, donde uno de ellos se come la cinta que el Capitán Anarchy iba a darle a Spider-Punk. Después de sacar la cinta de la boca del insectoide, Spider-Punk se sorprende cuando Kang lo alcanza. Mientras el Capitán Anarchy retiene a Kang, Spider-Punk se aleja. Al encontrarse con Robbie Banner, Hobie trata de convencerlo de que lo ayude y le recuerda cómo ayudó en las batallas contra los U-Foes, la Iglesia Universal de la Verdad y Hydra. Cuando Kang vuelve a ponerse al día, Robbie reproduce la cinta y se convierte en Hulk para atacar a Kang. Cuando Kang es derrotado, afirma que el Capitán Anarquía no es comercializable y murió viejo mientras que Hobie murió joven. Después de que Kang desaparece con Hulk confundido sobre lo que Kang quiso decir, Spider-Girl aparece y afirma que algo grande está por venir, y Spider-Punk acepta ir con ella. Spider-Punk más tarde visitó una realidad sin nombre y salvó la versión de Norman Osborn de Spider-Man de la torre Oscorp que se derrumbó. Hace siete meses, Spider-Punk asistió a Spider-Girl, Pavitr Prabhakar, Spider-UK y Karn como el Tejedor Maestro ha estado vigilando a los Herederos mientras envían un Spider-Bot a la Tierra-3145 para revisar a los Herederos. Spider-Girl y Pavitr consideran que Spider-Punk es el peor Spider-Man.
Spider-Punk es uno de los personajes con poder de araña que reclutan a Miles Morales para enfrentar a Superior Octopus cuando se descubrió que su máquina de clonación se hizo a partir de la tecnología de los herederos. Intentan advertir a Superior Octopus, pero fue demasiado tarde cuando los herederos comenzaron a emerger mientras mataban a Spider-Man Noir y Spider-UK. Después de que emergen los herederos, Spider-Punk y Superior Octopus vienen con un plan para matar a los herederos. Spider-Punk informa al resto del grupo de Superior Spider-Man las malas noticias cuando Octavia Otto de la Tierra-1104 descubrió que Solus vive de nuevo. Mientras el grupo de Miles Morales se une al grupo Superior Spider-Man en la lucha contra los herederos, Spider-Punk nota que Jennix estaba loca y que Verna está desaparecida.

## Recepción
Después de su debut cinematográfico en Spider-Man: Across the Spider-Verse, Polygon notó un consenso general positivo sobre Spider-Punk como uno de los personajes de la película "que ha dejado boquiabiertos a todos con lo salvaje que se ve". El personaje ha sido descrito como la "variante de Spider-Man más entretenida que conocemos" en la película, así como "una de las más geniales". Ayan Artan de Digital Spy (DS) vio la introducción de Spider-Punk en la historia de Miles Morales como una representación británica negra positiva: "El diseño de su personaje es irregular y cambia constantemente, mientras que su personalidad oscila entre la clásica sensibilidad cockney y el inconmensurable estilo negro". -La arrogancia callejera británica. Es simplemente el Spider-Man más genial de Across the Spider-Verse y quizás aún más refrescante, él lo sabe, se deleita con él".

## En otros medios

### Televisión
Spider-Punk tiene un cameo en Ultimate Spider-Man vs. Los Seis Siniestros, con la voz de Drake Bell en un acento cockney. En el episodio "Regreso al Univers-Araña, Parte 4", Spider-Punk es una de las versiones de realidad alternativa de Spider-Men secuestrada por el sifón de poder interdimsional de Wolf Spider cuando llegan Spider-Man, Chico Arácnido y Spider-Gwen.

### Película
Hobie Brown / Spider-Punk aparece en Spider-Man: Across the Spider-Verse, con la voz de Daniel Kaluuya. Esta versión es inicialmente miembro de la Spider-Society de Miguel O'Hara, donde también se le describe como un roquero rebelde que está en completo desacuerdo sobre los "eventos canónicos" por parte de Miguel O'Hara y ayuda en cierto modo a Miles Morales a escapar de su prisión y donde también decide abandonar la Spider-Society y finalmente se une a Spider-Gwen y otros miembros de la Spider-People para encontrar al ahora desaparecido Miles Morales en la Tierra-42.

### Videojuegos
- Spider-Punk apareció en Spider-Man Unlimited.[1]
- El traje de Spider-Punk aparece en Spider-Man.[14]
- Spider-Punk aparece como personaje jugable en Marvel Contest of Champions.[15]